# Érosion (informatique)
Pour les articles homonymes, voir Érosion (homonymie).
L'érosion est l'une des deux opérations fondamentales du traitement d'image morphologique.

## Application
Soit A une image binaire, respectant les conventions usuelles suivantes :
1. Les pixels ayant la valeur 0 sont considérés de couleur noire et représentent le fond.
2. Les pixels ayant la valeur 1 sont considérés de couleur blanche et représentent le sujet de l'image.

Soit B un élément structurant, respectant lui aussi ces conventions.
L'érosion de l'image A par l'élément B est donnée par l'expression mathématique suivante :
{\displaystyle \epsilon _{B}(A)=A\ominus B=\{z|B_{z}\subset A\}}

### Exemple
Soit A une matrice de 13 par 13 et B une de 5 par 1 :
```
    0 0 0 0 0 0 0 0 0 0 0 0 0  
    0 0 0 0 0 0 0 0 0 0 0 0 0 
    0 0 0 0 0 0 0 0 0 0 0 0 0 
    0 0 0 0 0 0 0 0 0 0 0 0 0 
    0 0 0 1 1 1 1 1 0 1 0 0 0            1
    0 0 0 1 1 1 1 1 1 0 0 0 0            1
    0 0 0 1 1 1 1 1 1 1 0 0 0            1
    0 0 0 1 1 1 1 1 1 1 0 0 0            1
    0 0 0 1 1 1 1 1 1 1 0 0 0            1
    0 0 0 0 0 0 0 0 0 0 0 0 0 
    0 0 0 0 0 0 0 0 0 0 0 0 0 
    0 0 0 0 0 0 0 0 0 0 0 0 0 
    0 0 0 0 0 0 0 0 0 0 0 0 0 
```

L'érosion de A par B est :
```
    0 0 0 0 0 0 0 0 0 0 0 0 0  
    0 0 0 0 0 0 0 0 0 0 0 0 0 
    0 0 0 0 0 0 0 0 0 0 0 0 0 
    0 0 0 0 0 0 0 0 0 0 0 0 0 
    0 0 0 0 0 0 0 0 0 0 0 0 0 
    0 0 0 0 0 0 0 0 0 0 0 0 0            
    0 0 0 1 1 1 1 1 0 0 0 0 0            
    0 0 0 0 0 0 0 0 0 0 0 0 0            
    0 0 0 0 0 0 0 0 0 0 0 0 0 
    0 0 0 0 0 0 0 0 0 0 0 0 0 
    0 0 0 0 0 0 0 0 0 0 0 0 0 
    0 0 0 0 0 0 0 0 0 0 0 0 0 
    0 0 0 0 0 0 0 0 0 0 0 0 0 
```

Tout se passe comme si les valeurs des pixels sont conservées uniquement lorsque B est complètement contenu dans A.

## Propriétés de l'érosion
Voici quelques propriétés de l'opérateur binaire d'érosion :
- L'érosion diminue le nombre de pixels ayant la valeur 1. Avec un simple histogramme, il est possible d'observer cette propriété. Cela s'interprète dans l'image comme une réduction de la surface d’intérêt : l'aire des objets diminue après application de l'érosion.
- L'érosion est une transformation destructive. Pour un élément structurant B fixé, deux images A et A' différentes peuvent avoir la même érosion {\displaystyle \epsilon _{B}(A)=\epsilon _{B}(A')} : L'érosion est non injective et donc en particulier non inversible. Fondamentalement, l'application est irréversible parce que de l'information a été perdue lors de la transformation.